# 东库伦

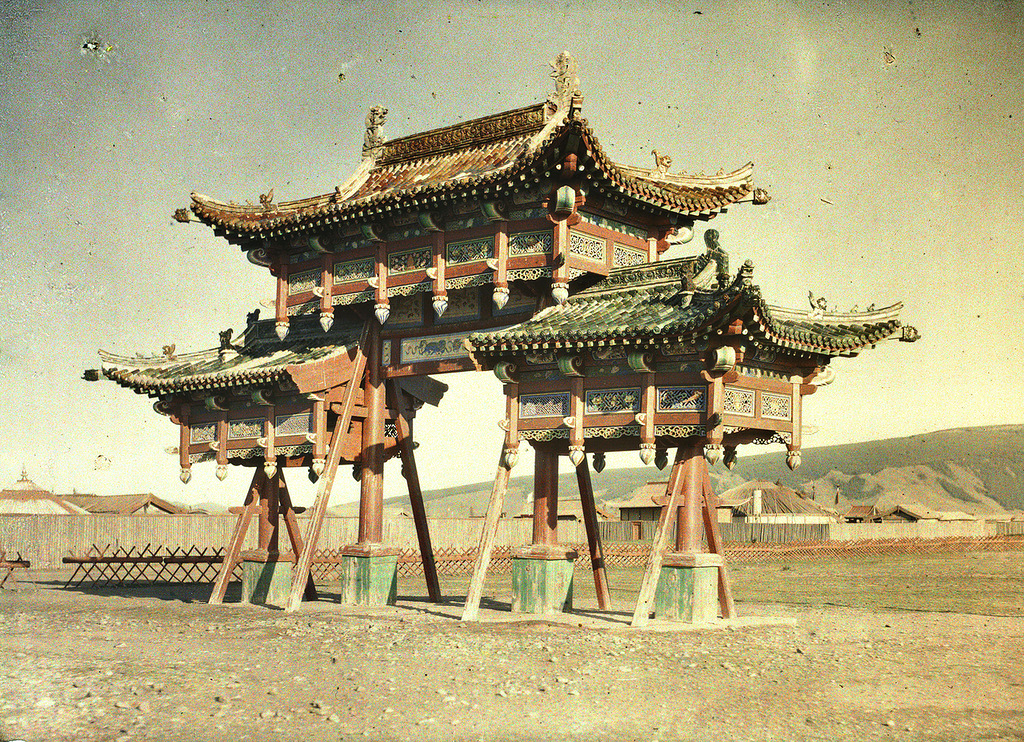
1913年，库伦“黄宫”正门前的牌楼

东库伦（羅馬化：Züün Khüree），又称“大库伦”（Ikh Khüree），是今蒙古国乌兰巴托历史上的一组宫殿、寺庙建筑群，以黄宫（哲布尊丹巴的夏宫）为中心，今已不存。

## 历史沿革

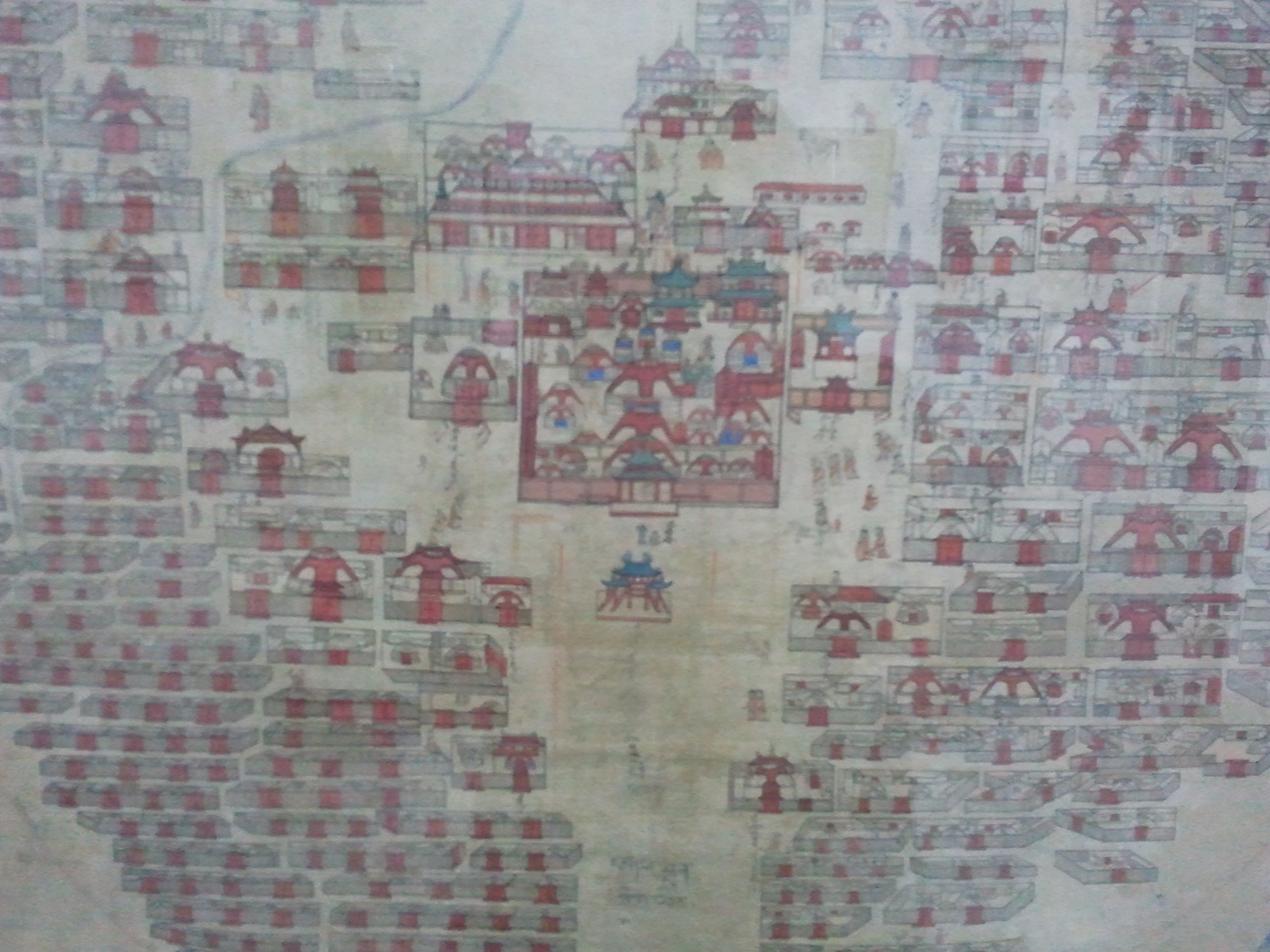
19世纪库伦（今乌兰巴托）全景图局部，图中显示了东库伦（Züün Khüree）中央的黄宫及其周边。

根据传说，1639年，为还是幼儿的第一世哲布尊丹巴罗桑丹贝坚赞兴建了“库伦”（意为“营地”），地址位于哈拉和林东边的席热查干诺尔这一湖泊旁边，即如今的前杭爱省布尔德县。这是日后大库伦的起源。当时他的库伦是个移动的营地。后来第一世哲布尊丹巴赴西藏学经。1657年（藏历火鸡年），他从西藏拉萨启程返回喀尔喀部，此后移驻额尔德尼召。他的库伦也设在额尔德尼召附近。后来历世哲布尊丹巴的库伦继续迁移不定。
1778年，在清朝乾隆帝的命令下，哲布尊丹巴的库伦迁驻如今的乌兰巴托。虽然1839年又曾向西迁至陶勒盖（Tolgoit，其地靠近松吉瑙山，但1855年又迁回，自此便永久性驻扎在此处。如今的乌兰巴托城，是在三个中心的基础上发展起来的，除了这座“大库伦”以外，其他两个中心分别是甘丹寺、汉人经商的“买卖城”。19世纪初，甘丹寺兴起之后，以甘丹寺为中心的区域被称作“西库伦”（Baruun Khüree），而以黄宫为中心的大库伦则被称为“东库伦”（Züün Khüree）。

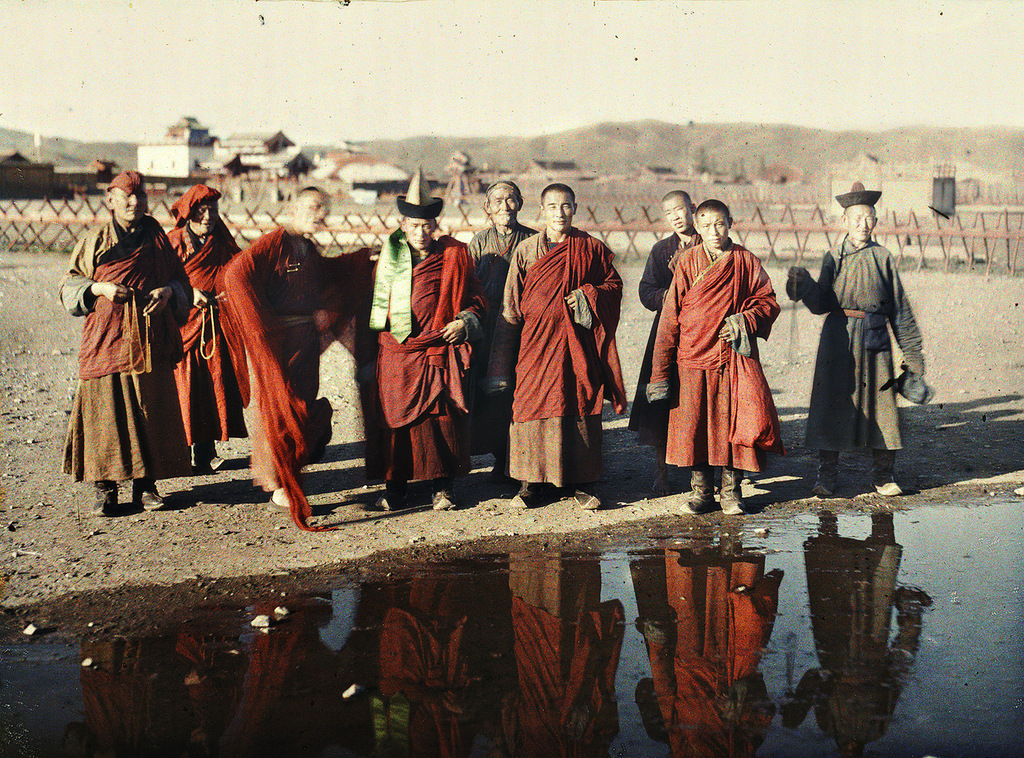
1913年，库伦“黄宫”的喇嘛们

东库伦的核心是“黄宫”（Shar Ordon），这是哲布尊丹巴的主要寺庙和居所。黄宫位于色勒博河右岸。东库伦则是以黄宫为中心建起的一片建筑区，占地面积720×720“阿尔都”（ald，1阿尔都=1.6米），在西库伦兴起之前，东库伦是行政中心，汇集了许多政府机构。东库伦还是宗教机构，1913年统计，大库伦（东库伦）有喇嘛13000名，甘丹寺有喇嘛7000名。在1930年代的反宗教运动中，东库伦被摧毁。黄宫的原址处兴建了如今的国家宫，黄宫门前的大广场改建为“苏赫巴托尔广场”。

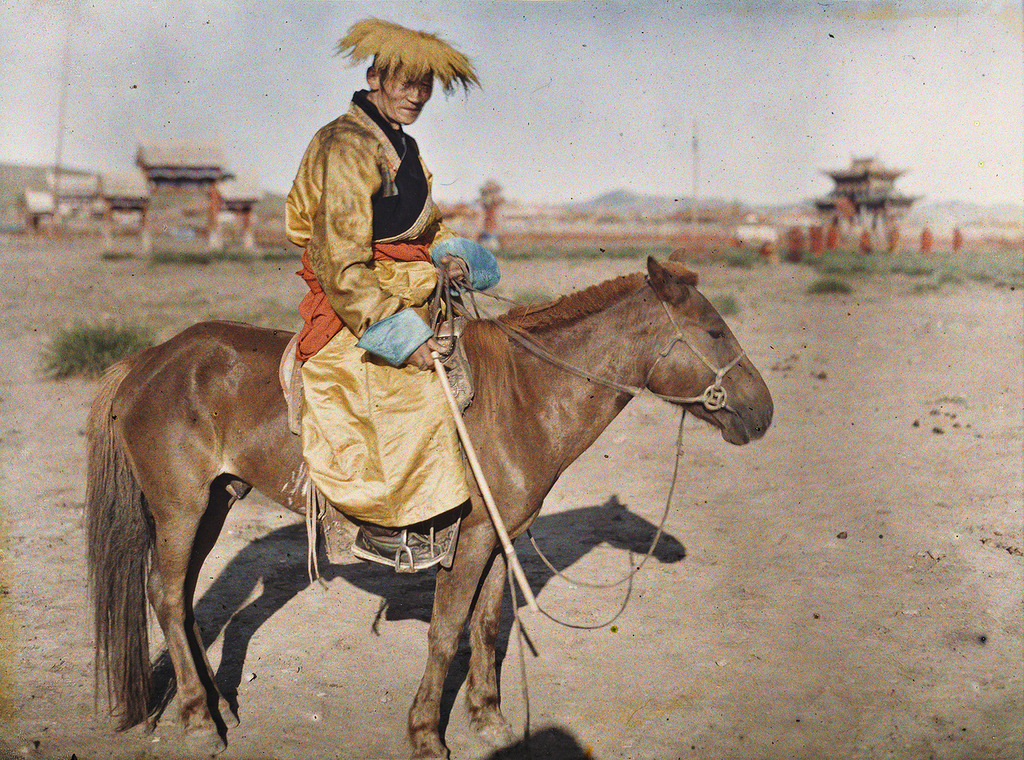
1913年，库伦“黄宫”附近，马背上的巴德玛多尔济。

哲布尊丹巴在大库伦共有四座居所：夏宫（黄宫）、冬宫（绿宫）、白宫、潘德林，其中夏宫（黄宫）位于东库伦，为其正宫，后三者为其行宫，位于东库伦以外，如今仅存冬宫（绿宫）。
- 夏宫（Erdmiin dalai buyan chuulgan süm，或称Bogd khaanii serüün ord 博克多汗清凉宫），又称黄宫。[4]
- 冬宫（Bogd khaanii nogoon süm，或称Bogd khaanii öwliin ordon 博克多汗冬宫），又称“绿宫”，清朝赐名“广慧寺”，现已成为博物馆。[4]
- 白宫（Tsagaan süm，或称Güngaa dejidlin 棍嘎德吉林）最初于1840年兴建。[2]后来焚毁，原址改建大甘丹宫。[4]房顶采用汉式亭顶。1938年被毁。[2]
- 潘德林（Pandelin，或称Naro Kha Chod süm 那若卡居（英语：Narodakini）苏默）已被毁。[4]

原来东库伦及其周边，除了黄宫以外，还有多座藏传佛教寺院：
- 迈达里庙：1868年兴建。藏式建筑风格。房顶采用蒙古包式样。直到1913年，该庙仍然是整个城市内最高的建筑。[2]
- 格斯尔庙：带有很大的山门。1930年代被毁。[2]
- 德钦嘎勒巴音庙（Döchin Galbain Süm）：1739年至1892年兴建。1930年代被毁。[2]

2009年7月，有简短的报道提及一座新的寺庙“大库伦”（Ikh Khüree）及其堪布喇嘛沙·桑吉道尔吉（S. Sanjdorj）。

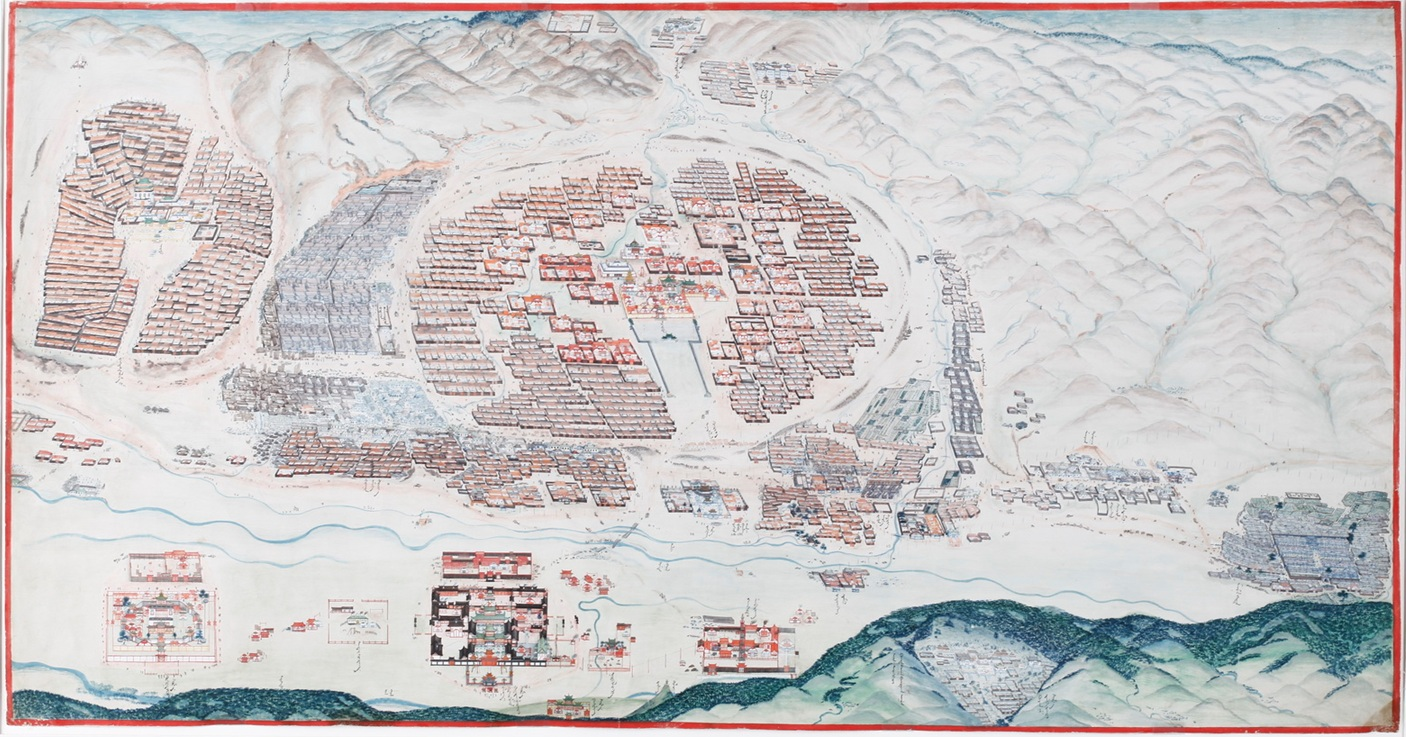
1913年库伦（今乌兰巴托）的全景图，由蒙古画家珠格德尔（Jugder）绘制。图中央的大圆圈形建筑群即东库伦，其中央为黄宫。图左侧的建筑群是以甘丹寺为中心的西库伦。东库伦和西库伦之间是西达木努尔钦（Baruun Damnuurchin，是一市场，damnuurchin或damnuurgachin意思是用扁担挑水的雇工）。东库伦、西库伦、西达木努尔钦这三者南侧的混合区域是西南霍洛（Baruun Omnod Khoroo，Khoroo霍洛意思是俗人区），西南霍洛以南的河流是敦德河（Dund gol，为色勒博河的下游）。敦德河以南是博克多汗的各个宫殿，其中图下方中间偏左且颜色较深的一座是广慧寺。敦德河以北平面呈十字形的建筑是兴仁寺。兴仁寺以东的混合区域是东南霍洛（Züün Omnod Khoroo）。从东南霍洛向东跨过南北流向的色勒博河，便是河东岸的东达木努尔钦（Züün Damnuurchin）。东达木努尔钦以北是博克多汗的大沙毕（Ikh Shavi）的东霍洛（Züün Khoroo）。画面最北边有敕愿寺。画面最右下角为买卖城。买卖城左侧的白色建筑群是俄国领事馆大院。福祈寺位于博克多汗山上，在图中的右下侧。画面最下方可见土拉河。